# Hans Persson
Hans Persson (* 18. Januar 1959) ist ein ehemaliger schwedischer Skilangläufer.

## Werdegang
Persson, der für den Åsarna IK startete, wurde beim Holmenkollen Skifestival im März 1980 Achter über 50 km und im Januar 1981 in Kastelruth Dritter mit der Staffel. In der Saison 1981/82 holte er in Falun mit dem zehnten Rang über 30 km seine ersten Punkte im offiziellen Weltcup und belegte bei den nordischen Skiweltmeisterschaften 1982 in Oslo den 22. Platz über 30 km. Im Jahr 1984 gewann er mit einer Zeit von 4 Stunden, 14 Minuten und 14 Sekunden den Wasalauf. In der Saison 1984/85 triumphierte er beim Transjurassienne und errang bei den nordischen Skiweltmeisterschaften 1985 in Seefeld in Tirol den 19. Platz über 50 km. Im Jahr 1986 wurde er Dritter beim Wasalauf, 1988 Fünfter und 1989 Neunter. Außerdem errang er in der Saison 1987/88 den achten Platz über 30 km klassisch in Kawgolowo und erreichte mit dem 36. Platz im Gesamtweltcup sein bestes Gesamtergebnis.
Bei den schwedischen Meisterschaften siegte Persson fünfmal mit der Staffel von Åsarna IK (1980–1983, 1988).